# Torre de Moncorvo
Torre de Moncorvo là một huyện thuộc tỉnh Bragança, Bồ Đào Nha. Huyện này có diện tích 532 km², dân số thời điểm năm 2001 là 9919 người.